# Syzygium densiflorum
Syzygium densiflorum é uma espécie do gênero Syzygium.  

## Taxonomia
A espécie foi descrita em 1834 por Nathaniel Wolff Wallich. 